# 梅拉妮·奧丁
梅拉妮·歐丁（英語：Melanie Oudin，1991年9月23日—），是一位美國女子網球運動員，出生於美國喬治亞州。
她在2008年轉職業後，在2009年美國網球公開賽，擊敗四位俄羅斯球員晉級八強，包括三位種子球員耶莲娜·德门蒂耶娃(4)、玛丽亚·莎拉波娃(29)、娜佳·彼得罗娃(13)。
截至目前，她的生涯最高排名為31位。
另一方面，她獲香港網球贊助人協會的邀請，與她的同胞维纳斯·威廉姆斯和約翰·麥根萊參加2011年的香港網球精英賽。

## 個人生活
其姓氏法語譯法為「烏丹」。她擁有法國血統，她有一位雙胞胎姊妹凱瑟琳（Katherine），和一位妹妹（克里斯蒂娜），她在家自學在7年級後，開始進行網球練習，她的偶像為賈斯汀·海寧，她的祖母鼓勵她往網球方面發展。

## 大滿貫單打戰績表
| 賽事         | 2008 | 2009 | 2010 | 生涯勝-負 |
| ------------ | ---- | ---- | ---- | --------- |
| 澳洲公開賽   | A    | 1R   | 1R   | 0-2       |
| 法國公開賽   | A    | A    |      | 0-0       |
| 溫布頓錦標賽 | A    | 4R   |      | 3-1       |
| 美國公開賽   | 1R   | QF   |      | 4-2       |